# الملازم العثماني
الملازم العثماني (بالإنجليزية: The Ottoman Lieutenant)‏ هو فيلم دراما رومانسي حربي تركي - أمريكي من إخراج جوزيف روبن وبطولة مكيل هاوسمان، هيرا هيلمار، جوش هارتنت وبن كينغسلي، صدر الفيلم في 10 مارس 2017.

## روابط خارجية
- الملازم العثماني على موقع IMDb (الإنجليزية)
- الملازم العثماني على موقع ميتاكريتيك (الإنجليزية)
- الملازم العثماني على موقع روتن توميتوز (الإنجليزية)
- الملازم العثماني على موقع قاعدة بيانات الأفلام العربية
- الملازم العثماني على موقع ألو سيني (الفرنسية)
- الملازم العثماني على موقع Turner Classic Movies (الإنجليزية)
- الملازم العثماني على موقع أول موفي (الإنجليزية)
- الملازم العثماني على موقع بوكس أوفيس موجو (الإنجليزية)
- الملازم العثماني على موقع فيلمافينيتي (الإسبانية)
- الملازم العثماني على موقع قاعدة بيانات الفيلم (الإنجليزية)